# فرانسيس جيمس تشايلد

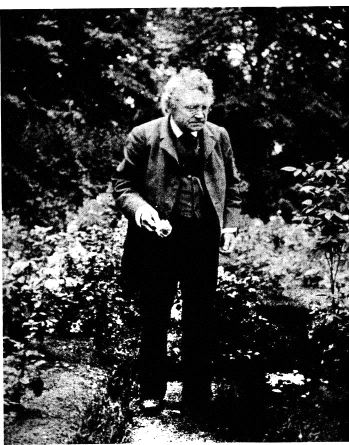
تشايلد في حديقته

فرانسيس جيمس تشايلد (بالإنجليزية: Francis James Child)‏ (1825 – 1896) هو باحث وعالم تربوي أمريكي، اشتهر بتجميعه للعديد من الأغاني الشعبية باللغة الإنجليزية، والتي عرفت لاحقا باسم «أغاني تشايلد».

## حياته
ولد تشايلد في 1 فبراير 1825. وتخرج من هارفارد في عام 1846، ونال الدرجة العليا في صفه عن كل المواد؛ وكان موجها في الرياضيات بين عامي 1848 – 46؛ وفي عام 1848 تم نقله ليصبح موجها في التاريخ والاقتصاد السياسي واللغة الإنكليزية. وبعد سنتين من الدراسة في أوروبا خلف الأستاذ إدوارد تيريل تشانينغ عام 1851 كأستاذ في جامعة بويلستون عن البلاغة والخطابة والإلقاء.
درس تشايلد الدراما الإنكليزية (وكان قد نقح أربع مسرحيات قديمة)، كما درس الفيلولوجيا الألمانية في برلين وغوتنغن خلال إذن بالغياب بين أعوام 1849 – 53؛ وقام بالإشراف على عمل تحريري عام احتوى مجموعة ضخمة عن الشعراء الإنكليز، وأصدر الكتاب في بوسطن عام 1853 ولسنوات أخرى لاحقة. ونقح أعمال إدموند سبنسر (في خمس مجلدات، بوسطن، 1855)، وفي إحدى المرات خطط لتنقيح أعمال جيفري تشوسر ولكنه اكتفى بكتابة بحث عن مذكرات الأكاديمية الأمريكية للفنون والعلوم للعام 1863 بعنوان ملاحظات عن لغة تشوسر في حكايات كانتربري، والذي قدم الكثير لوضع أساس للقواعد اللغوية الألفاظ والتقاطيع الشعرية في أشعار تشوسر كما هي مفهومة الآن.
عمل الأستاذ تشايلد وأجهد نفسه في العمل حتى مات في النهاية في بوسطن يوم 11 سبتمبر 1896، بعد أن أكمل مهمته بكتابة فهرس عام. وهناك مسودة لسيرة له وضعت في مقدمة العمل من قبل تلميذه وخليفته جورج ليمان كيتريدج.

## أغاني تشايلد
أكبر أعمال تشايلد، والذي بدأ من مجموعة أصلية في سلسلته عن الشعراء البريطانيين، يدعى الأغاني الإنكليزية والاسكتلندية (بالإنجليزية: English and Scottish Ballads)‏، والتي أصبح معروفا باسم أغاني تشايلد (بالإنجليزية: Child Ballads)‏، والتي اختارها ونقحها بنفسه في ثمان مجلدات صغيرة (بوسطن، 1857 – 58). ومن ذلك الحين فقد كرس أوقات فراغه للدراسة المقارنة عن الأغاني الشعبية البريطانية، خاصة بعد أن تم نقله عام 1876 يكون أستاذا في اللغة الإنكليزية. وقد جمع في مكتبة الجامعة أحد أكبر المجموعات الفلكلورية في الوجود، ودرس المخطوطات عوضا عن المصادر المطبوعة، وانتقل بتحرياته إلى الأغاني الشعبية بكل اللغات الأخرى، بينما بحث بذات الوقت عن كل النسخ الرائجة والتي ما زالت باقية من تلك الأغاني. وفي النهاية نشر محصلته النهائية في كتاب الأغاني الشعبية الإنكليزية والاسكتلندية، حيث نشر في البداية في عشرة اجزاء (1882 – 98) ثم في خمس مجلدات رباعية، والتي بقيت خزينة موثوقة عن هذا الموضوع.

## روابط خارجية
- فرانسيس جيمس تشايلد على موقع الموسوعة البريطانية (الإنجليزية)
- فرانسيس جيمس تشايلد على موقع ميوزك برينز (الإنجليزية)